# Обединена македонска диаспора
„Обединена македонска диаспора“ (на английски: United Macedonian Diaspora); на македонска литературна норма: Обединета Македонска Дијаспора), съкратено ОМД (UMD), е международна организация на македонската диаспора.
Създадена е през 2004 година във Вашингтон. Има представителства за Австралия (Канбера, Мелбърн, Пърт и Сидни), САЩ (Ню Йорк и други), Канада (Торонто и Отава) и Европа (Брюксел, Лондон, Париж, Щутгарт, Виена, Санкт Петербург, Солун). Сред целите ѝ са защита на човешките права на „етническите македонски малцинства“ в Гърция и България, промотиране и лобиране за признаването на Република Македония и пропагандиране на иредентистката идея за Обединена Македония. Марк Бранов е редактор на списанието „Глас“ (Voice) на ОМД.
Организацията работи главно с лобистки кръгове в Конгреса на САЩ. Ръководството ѝ в лицето на президента ѝ Методия Колоски има преки връзки с правителството на Турция.
След като с усилията на лобистите й в края на 2021 година организацията прокарва проекторезолюция в Конгреса за отбелязването на месец септември същата година като месец на македоно – американското наследство, МПО „Пирин“ в Чикаго изпраща на всички американски конгресмени и местните парламенти книгата на Драгомир Богданов "Обединената македонска диаспора - деца на лъжата", документално разобличаваща македонистките фалшификации в Америка. Широката съпротива от македонските общности в САЩ, Канада и България води до отхвърлянето на Резолюция 741 на Камарата на представителите и Резолюция 758 на Сената.

## Ръководство
Съветът на директорите на ОМД към 2012 г. е:
- Методия Колоски, президент
- Александър Митрески, вицепрезидент
- Джордж Петерс, секретар
- Лидия Стойкоска, ковчежник
- Ордан Андреевски, директор на Австралийския департамент
- Джим Дайкос, директор на Канадския департамент
- Стоян Николов, председател на Съвета
- Даме Кърчоски, член
- Горан Савески, член[15]